# SH2D1A
SH2D1A (англ. SH2 domain containing 1A) – білок, який кодується однойменним геном, розташованим у людей на X-хромосомі. Довжина поліпептидного ланцюга білка становить 128 амінокислот, а молекулярна маса — 14 187.
| 10         |  | 20         |  | 30         |  | 40         |  | 50         |
| ---------- |  | ---------- |  | ---------- |  | ---------- |  | ---------- |
| MDAVAVYHGK |  | ISRETGEKLL |  | LATGLDGSYL |  | LRDSESVPGV |  | YCLCVLYHGY |
| IYTYRVSQTE |  | TGSWSAETAP |  | GVHKRYFRKI |  | KNLISAFQKP |  | DQGIVIPLQY |
| PVEKKSSARS |  | TQGTTGIRED |  | PDVCLKAP   |  |            |  |            |

A: Аланін

C: Цистеїн

D: Аспарагінова кислота

E: Глутамінова кислота

F: Фенілаланін

G: Гліцин

H: Гістидин

I: Ізолейцин

K: Лізин

L: Лейцин

M: Метіонін

N: Аспарагін

P: Пролін

Q: Глутамін

R: Аргінін

S: Серин

T: Треонін

V: Валін

W: Триптофан

Задіяний у таких біологічних процесах, як адаптивний імунітет, імунітет, вроджений імунітет, ацетилювання, альтернативний сплайсинг. 
Локалізований у цитоплазмі.